# Tegalsawah
Tegalsawah is een bestuurslaag in het regentschap Karawang van de provincie West-Java, Indonesië. Tegalsawah telt 5134 inwoners (volkstelling 2010).